# Mikuty (Biała Piska)
Mikuty [mʲiˈkutɨ] (deutsch Mykutten, 1938 bis 1945 Mikutten) ist ein Dorf in der polnischen Woiwodschaft Ermland-Masuren. Es gehört zur Gmina Biała Piska (Stadt- und Landgemeinde Bialla, 1938 bis 1945 Gehlenburg) im Powiat Piski (Kreis Johannisburg).

## Geographische Lage
Mikuty liegt im südlichen Osten der Woiwodschaft Ermland-Masuren, 19 Kilometer südöstlich der Kreisstadt Pisz (deutsch Johannisburg).

## Geschichte
Das einst Mykutten genannte und aus ein paar großen und mittleren Höfen bestehende Dorf wurde 1435 vom Deutschen Ritterorden als Dienstgut mit zehn Hufen nach kölmischem Recht gegründet. 
Von 1874 bis 1945 war der Ort in den Amtsbezirk Morgen eingegliedert.
Am 1. Dezember 1910 waren in Mykutten 52 Einwohner registriert. Aufgrund der Bestimmungen des Versailler Vertrags stimmte die Bevölkerung im Abstimmungsgebiet Allenstein, zu dem Mykutten gehörte, am 11. Juli 1920 über die weitere staatliche Zugehörigkeit zu Ostpreußen (und damit zu Deutschland) oder den Anschluss an Polen ab. In Mykutten stimmten 40 Einwohner für den Verbleib bei Ostpreußen, auf Polen entfielen keine Stimmen.
Am 30. September 1928 vergrößerten sich die Gemeindefläche und Einwohnerzahl, als nämlich der Nachbarort Klarheim (bis 1903 Dlugikont, heute polnisch Długi Kąt) eingemeindet wurde. Im Jahr 1933 betrug die Gesamteinwohnerzahl 131. Mykutten wurde am 3. Juni (amtlich bestätigt am 16. Juli) des Jahres 1938 in „Mikutten“ umbenannt. Die Einwohnerzahl reduzierte sich bis 1939 auf 125.
1945 wurde das gesamte südliche Ostpreußen in Kriegsfolge an Polen überstellt. Somit auch die Gemeinde Mikutten, die dann die polnische Namensform „Mikuty“ erhielt. Heute ist das Dorf Sitz eines Schulzenamtes (polnisch Sołectwo) und somit eine Ortschaft im Verbund der Stadt- und Landgemeinde Biała Piska (Bialla, 1938 bis 1945 Gehlenburg) im Powiat Piski (Kreis Johannisburg), bis 1998 der Woiwodschaft Suwałki, seither der Woiwodschaft Ermland-Masuren zugehörig. Die Einwohnerzahl belief sich im Jahre 2011 auf 32.

## Religionen
Mykutten war bis 1945 in die evangelische Kirche Kumilsko (1938 bis 1945 Morgen, polnisch Kumielsk) in der Kirchenprovinz Ostpreußen der Kirche der Altpreußischen Union sowie in die römisch-katholische Kirche Johannisburg (polnisch Pisz) im Bistum Ermland eingepfarrt.
Heute gehört Mikuty katholischerseits zur Pfarrei Kumielsk im Bistum Ełk der Römisch-katholischen Kirche in Polen. Die evangelischen Einwohner orientieren sich zur Kirchengemeinde in Biała Piska, jetzt eine Filialgemeinde in der Diözese Masuren der Evangelisch-Augsburgischen Kirche in Polen.

## Verkehr
Mikuty ist auf einem Landweg erreichbar, der von Kowalewo (Kowalewen, 1938 bis 1945 Richtwalde) nach Długi Kąt (Klarheim, bis 1903 Dlugikont) führt. 